# 鴨方陣屋
鴨方陣屋（かもがたじんや）は、岡山県浅口市鴨方町（備中国浅口郡）にあった鴨方藩の藩庁である。

## 概要
鴨方陣屋は寛文12年（1672年）、外様大名の岡山藩主池田光政が隠居する際、二男・政言へ2万5千石を分知し、新田藩（明治になり鴨方藩と称した）が成立したことにより築かれた。
戦国時代に細川氏の居城のあった鴨山の南の麓に位置した。
浅口市文化財保護委員会の現地案内板には、
政庁は岡山城下にあり、代々の藩主は岡山に居留していた。陣屋の石垣・井戸がわずかに当時の面影を残している。池田家文書に残る陣屋絵図には、表御門、溜長屋、御座敷、吟味場、御囲米御蔵、牢番詰所等の建物が描かれ、屋敷は東西約56.8m、南北約32.7mであった。明治2年（1869年）、鴨方村に藩庁を移し、鴨方藩と改称した。
という内容の文章が書かれてある。
岡山城下から陣屋までは街道が整備され、「鴨方往来」と呼ばれた。陣屋跡の近くには旧高戸家を整備したかもがた町家公園がある。

## 遺構
跡地は黒住教の教会と長川寺の敷地の一部となっており、石垣のみが現存している。